# Lista okrętów podwodnych typu VII C
Do służby weszło 568 niemieckich okrętów podwodnych (U-Bootów) typu VII C:
U-69, U-70, U-71, U-72, U-77, U-78, U-79, U-80, U-81, U-82, U-88, U-89, U-90, U-91, U-92, U-93, U-94, U-95, U-96, U-97, U-98, U-132, U-133, U-134, U-135, U-136, U-201, U-202, U-203, U-204, U-205, U-206, U-207, U-208, U-209, U-210, U-211, U-212, U-221, U-222, U-223, U-224, U-225, U-226, U-227, U-228, U-229, U-230, U-231, U-232, U-235, U-236, U-237, U-238, U-239, U-240, U-241, U-242, U-243, U-244, U-245, U-246, U-247, U-248, U-249, U-250, U-251, U-252, U-253, U-254, U-255, U-256, U-257, U-258, U-259, U-260, U-261, U-262, U-263, U-264, U-265, U-266, U-267, U-268, U-269, U-270, U-271, U-272, U-273, U-274, U-275, U-276, U-277, U-278, U-279, U-280, U-281, U-282, U-283, U-284, U-285, U-286, U-287, U-288, U-289, U-290, U-291, U-301, U-302, U-303, U-304, U-305, U-306, U-307, U-308, U-309, U-310, U-311, U-312, U-313, U-314, U-315, U-316, U-331, U-332, U-333, U-334, U-335, U-336, U-337, U-338, U-339, U-340, U-341, U-342, U-343, U-344, U-345, U-346, U-347, U-348, U-349, U-350, U-351, U-352, U-353, U-354, U-355, U-356, U-357, U-358, U-359, U-360, U-361, U-362, U-363, U-364, U-365, U-366, U-367, U-368, U-369, U-370, U-371, U-372, U-373, U-374, U-375, U-376, U-377, U-378, U-379, U-380, U-381, U-382, U-383, U-384, U-385, U-386, U-387, U-388, U-389, U-390, U-391, U-392, U-393, U-394, U-396, U-397, U-398, U-399, U-400, U-401, U-402, U-403, U-404, U-405, U-406, U-407, U-408, U-409, U-410, U-411, U-412, U-413, U-414, U-415, U-416, U-417, U-418, U-419, U-420, U-421, U-422, U-423, U-424, U-425, U-426, U-427, U-428, U-429, U-430, U-431, U-432, U-433, U-434, U-435, U-436, U-437, U-438, U-439, U-440, U-441, U-442, U-443, U-444, U-445, U-446, U-447, U-448, U-449, U-450, U-451, U-452, U-453, U-454, U-455, U-456, U-457, U-458, U-465, U-466, U-467, U-468, U-469, U-470, U-471, U-472, U-473, U-475, U-476, U-477, U-478, U-479, U-480, U-481, U-482, U-483, U-484, U-485, U-486, U-551, U-552, U-553, U-554, U-555, U-556, U-557, U-558, U-559, U-560, U-561, U-562, U-563, U-564, U-565, U-566, U-567, U-568, U-569, U-570, U-571, U-572, U-573, U-574, U-575, U-576, U-577, U-578, U-579, U-580, U-581, U-582, U-583, U-584, U-585, U-586, U-587, U-588, U-589, U-590, U-591, U-592, U-593, U-594, U-595, U-596, U-597, U-598, U-599, U-600, U-601, U-602, U-603, U-604, U-605, U-606, U-607, U-608, U-609, U-610, U-611, U-612, U-613, U-614, U-615, U-616, U-617, U-618, U-619, U-620, U-621, U-622, U-623, U-624, U-625, U-626, U-627, U-628, U-629, U-630, U-631, U-632, U-633, U-634, U-635, U-636, U-637, U-638, U-639, U-640, U-641, U-642, U-643, U-644, U-645, U-646, U-647, U-648, U-649, U-650, U-651, U-652, U-653, U-654, U-655, U-656, U-657, U-658, U-659, U-660, U-661, U-662, U-663, U-664, U-665, U-666, U-667, U-668, U-669, U-670, U-671, U-672, U-673, U-674, U-675, U-676, U-677, U-678, U-679, U-680, U-681, U-682, U-683, U-701, U-702, U-703, U-704, U-705, U-706, U-707, U-708, U-709, U-710, U-711, U-712, U-713, U-714, U-715, U-716, U-717, U-718, U-719, U-720, U-721, U-722, U-731, U-732, U-733, U-734, U-735, U-736, U-737, U-738, U-739, U-740, U-741, U-742, U-743, U-744, U-745, U-746, U-747, U-748, U-749, U-750, U-751, U-752, U-753, U-754, U-755, U-756, U-757, U-758, U-759, U-760, U-761, U-762, U-763, U-764, U-765, U-766, U-767, U-768, U-771, U-772, U-773, U-774, U-775, U-776, U-777, U-778, U-779, U-821, U-822, U-825, U-826, U-901, U-903, U-904, U-905, U-907, U-921, U-922, U-923, U-924, U-925, U-926, U-927, U-928, U-951, U-952, U-953, U-954, U-955, U-956, U-957, U-958, U-959, U-960, U-961, U-962, U-963, U-964, U-965, U-966, U-967, U-968, U-969, U-970, U-971, U-972, U-973, U-974, U-975, U-976, U-977, U-978, U-979, U-980, U-981, U-982, U-983, U-984, U-985, U-986, U-987, U-988, U-989, U-990, U-991, U-992, U-993, U-994, U-1051, U-1052, U-1053, U-1054, U-1055, U-1056, U-1057, U-1058, U-1101, U-1102, U-1131, U-1132, U-1161, U-1162, U-1191, U-1192, U-1193, U-1194, U-1195, U-1196, U-1197, U-1198, U-1199, U-1200, U-1201, U-1202, U-1203, U-1204, U-1205, U-1206, U-1207, U-1208, U-1209, U-1210.